# NGC 5559
NGC 5559 est une galaxie spirale barrée située dans la constellation du Bouvier. Sa vitesse par rapport au fond diffus cosmologique est de 5 359 ± 15 km/s, ce qui correspond à une distance de Hubble de 79,0 ± 5,5 Mpc (∼258 millions d'al). NGC 5559 a été découverte par l'astronome germano-britannique William Herschel en 1785.

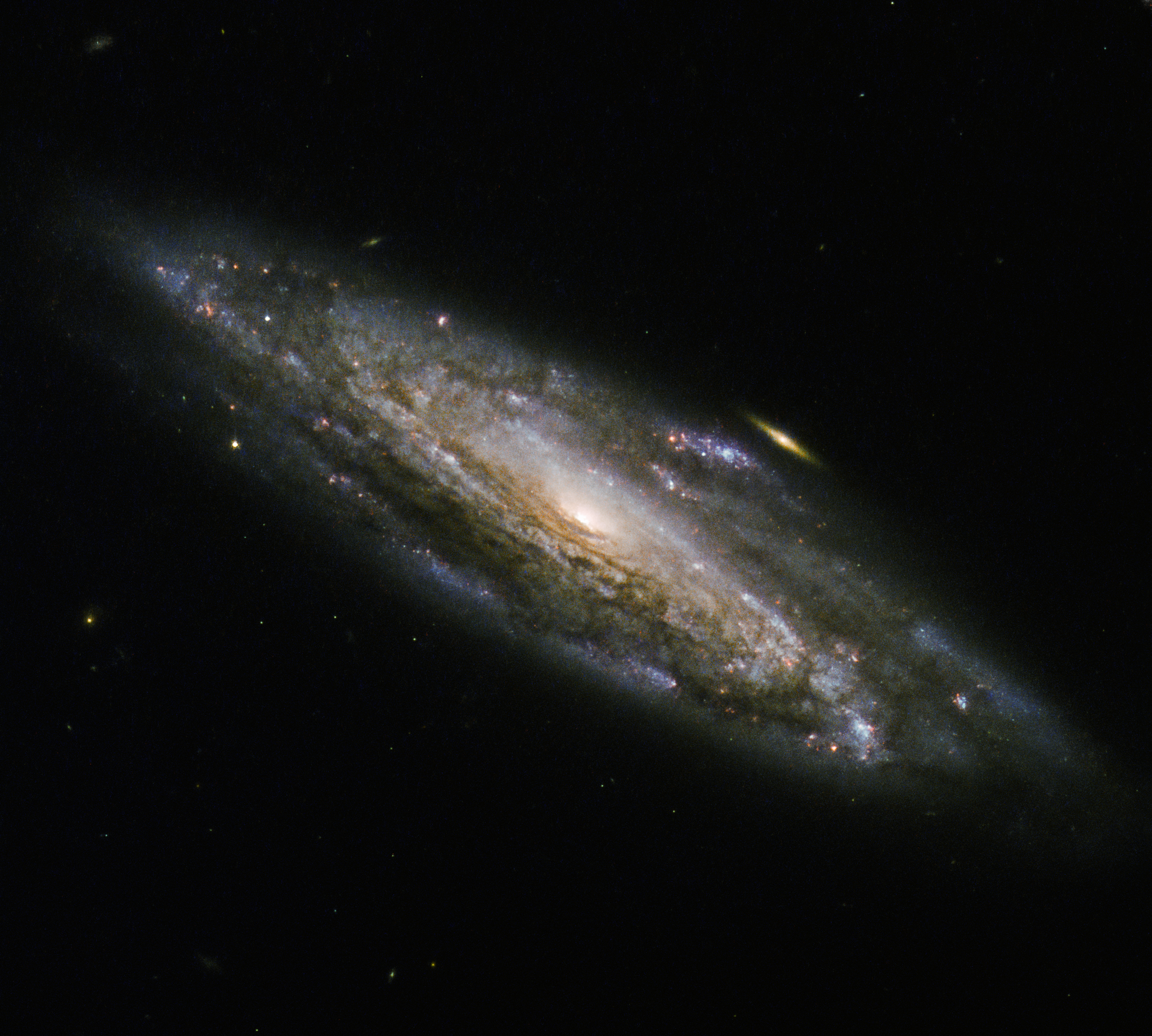
NGC 5559 par le télescope spatial Hubble.

La classe de luminosité de NGC 5559 est II et elle présente une large raie HI.
À ce jour, huit mesures non basées sur le décalage vers le rouge (redshift) donnent une distance de 67,438 ± 3,342 Mpc (∼220 millions d'al), ce qui est tout juste à l'intérieur des valeurs de la distance de Hubble. Notons cependant que c'est avec la valeur moyenne des mesures indépendantes, lorsqu'elles existent, que la base de données NASA/IPAC calcule le diamètre d'une galaxie et qu'en conséquence le diamètre de NGC 5359 pourrait être d'environ 42,1 kpc (∼137 000 al) si on utilisait la distance de Hubble pour le calculer.

## Supernova
La supernova SN 2001co a été découverte dans NGC 5559 le 11 juin 2001 par A. B. Aazami et W. D. Li de l'université de Californie à Berkeley dans le cadre du programme LOTOSS de l'observatoire Lick sur des images prises par le télescope KAIT (The Katzman Automatic Imaging Telescope). Cette supernova était de type Ib/c. 

## Groupe de NGC 5610
Selon A.M. Garcia, la galaxie NGC 5559 fait partie du groupe de NGC 5610. Ce groupe de galaxies compte au moins quatre membres. Les trois autres galaxies du groupe sont NGC 5548, NGC 5610 et UGC 9165.